# マーガリン (タレント)
マーガリン（Margarine、1989年（平成元年）3月13日 - ）は、日本のローカルタレントである。本名は黒木 真央（くろき まお・旧姓 山本）。熊本県熊本市北区出身で、現在も在住中。姉はタレントのスザンヌで、継父は競輪選手の藤本博之。熊本学園大学商学部ホスピタリティマネジメント学科卒業。

## 人物
姉のスザンヌが『クイズ!ヘキサゴンII』で全国区のタレントになってから、姉のブログを始めメディアで取り上げられるようになった。
当初は本名で紹介されていたが（スザンヌは「真央プー」と呼んでいた）、2007年10月8日のスザンヌのブログで正式名が「マーガリン」に決まったと発表され、以後メディアに出る際はこの名前が用いられるようになった。なお「マーガリン」の名前の由来は「本名の真央（まお）の『ま』とマーガリンの『ま』をかけた」という姉と同じようなものである。『ヘキサゴンII』の常連である波田陽区は、大学の先輩にあたる。
2016年（平成28年）12月25日に挙式。この時点では結婚相手の詳細は公表されていなかったが、2018年6月13日放送の日本テレビ系『1周回って知らない話』にて、結婚相手がプロサッカー選手の黒木恭平であること（従って恭平の双子の弟で、同じくプロサッカー選手である黒木晃平は義弟に当たる）、鹿児島ユナイテッドFCでプレーしていた恭平（後に京都サンガF.C.に移籍）とは別居生活を送っており、長女と共に熊本市で暮らし、母が経営するバーを手伝って収入を補っていることなどが紹介された。

## 出演

### テレビ
- テレビタミン（熊本県民テレビ、スペシャルゲストリポーター）
- Happy空間三年坂 ココSmile（熊本県民テレビ）
- クイズ!ヘキサゴンII（フジテレビ） - 2008年6月4日、10月1日放送分
- 一攫千金ヤマワケQ! "責任者はお前だ!"（ABC） - 2008年10月7日放送分
- しゃべくり007（日本テレビ）-2009年3月16日放送分（スザンヌファミリーとして、スザンヌ・母キャサリンと出演）

### 映画
- それいけ!アンパンマン だだんだんとふたごの星（2009年） - キラリ 役（声の主演）

### CM
- ゼンリンデータコム『ゼンリン地図+ナビ』 ※スザンヌ、母親・清美（キャサリン名義）と親子3人で出演。
- 熊本県酪農業協同組合連合会（らくのうマザーズ）
- KKTグルメたん　熊本県民テレビが運営するグルメWEBサイトの宣伝。
- 熊本市『家庭ごみ有料化広報』（熊本市・母であるキャサリンと共演）